# BELIFT LAB
BELIFT LAB（韓語：빌리프랩，中文：比立夫）是一間韓國娛樂經紀公司。由Big Hit娛樂（現HYBE）與CJ ENM於2018年共同創立，2023年成為HYBE旗下全資子公司，目前旗下藝人有團體ENHYPEN與ILLIT。

## 歷史
2018年9月17日，由Big Hit娛樂與CJ ENM共同創立。
2019年3月11日，正式公布Big Hit娛樂與CJ ENM合作成立公司，將於30日起從首爾開始，在韓國、美國、日本等國家進行新人男團成員的公開徵選，並將由房時爀擔任總製作人。
2020年6月26日，旗下23位練習生參加由Big Hit娛樂與CJ ENM共同製作的選秀節目《I-LAND》，經過一連串的競爭，同年9月18日，在節目的最後一集，七人新男團ENHYPEN正式成立，並成為公司旗下第一個藝人團體。
2020年11月30日，旗下男團ENHYPEN正式出道。
2023年6月30日，公司與電視台JTBC合作的選秀節目《R U Next?》播出，將透過節目推出旗下第一組女團，同年9月1日新女團I'LL-IT正式成立。
2023年8月10日，HYBE表示將於同年9月1日收購CJ ENM持有BELIFT LAB的51.48%股份， 收購後將持有公司100%股份，公司並成為HYBE旗下全資子公司。
2024年3月25日，旗下女團ILLIT正式出道。

## 旗下藝人

### 團體
- ENHYPEN
- ILLIT

## 昔日練習生
| 團體 - K、王奕翔、EJ、TAKI（&TEAM） - 秋泜瑉、李建宇（JUST B） - 韓彬（TEMPEST） - 趙慶民（8TURN） - 盧成哲（LUN8） 歌手 - 鄭媐纂（舊名鄭載範，節目I-LAND、BOYS PLANET） - kyu（舊名Daniel，節目I-LAND） 其他 - 李英斌（前BLANK2Y，節目I-LAND） - 崔世溫、崔載虎、金允元、金泰龍（節目I-LAND） | 團體 - 鄭慧潾（tripleS） - 方智玟（izna） - 文夏奈爾、孫叡源（FIFTY FIFTY） |